# 안양 초등학생 납치 살해 사건
안양 초등학생 납치 살해 사건(安養初等學生拉致殺害事件)은 정성현(당시 38세)이 2008년 11월 4일 대한민국 경기도 안양시에서 이혜진(여성, 당시 11세, 초등학교 4학년)과 우예슬(여성, 당시 9세, 초등학교 2학년)을 동시에 납치하여 토막 살해한 사건이다. 가해자 이름을 따 정성현 사건으로도 불린다. 2009년 1월 13일 경기도 수원시 부근 칠보산 일대에서 이혜진이 시신으로 발견되어 최종적으로 살해된 것으로 1월 15일 판명되었다. 1월 18일 유력한 용의자 정성현이 검거되었다. 1월 19일 용의자가 범행을 자백하며 자신이 우예슬도 살해했다고 실토하였다. 1월 19일 경기도 시흥시 군자천에서 토막난 우예슬의 사체 일부가 발견되었으며 1월 21일 발견된 사체 역시 우예슬의 것으로 확인되었다.

## 사건 개요

### 실종
2008년 크리스마스인 11월 4일 17시 55분경 이혜진과 우예슬은 안양시 만안구 안양8동 우양파크빌 놀이터에서 친구들과 헤어졌다. 18시 36분경 두 아이는 안양8동 안양문예회관 앞의 야외 공연장에서 CCTV에 찍히고, 19시 45분경 문예회관 인근 상가 주인에게 목격된 후 실종되었다.
2008년 11월 5일 2시 55분경 부모들은 경찰에 미귀가 신고를 함에 따라 경찰은 비공개로 대대적인 수색을 하였다. 그러나 별다른 단서를 얻지 못하자 공개 수사로 전환하여 엠버 실종 경보를 발령하였다. “안양서 초등생 2명 일주일째 실종(종합)”. 연합뉴스. 2008년 11월 10일. 경찰은 신고 보상금을 2천만원에서 3천만원으로 올렸으나 결정적인 제보는 들어오지 않았고 수사는 난관에 부딪히게 되었다. 김용민 (2008년 12월 6일). “Why 흔적도 단서도 안개속…”. 조선일보. 2009년 1월 8일 어청수 경찰청장은 원점에서 다시 재수사할 것을 지시하였다.

### 이혜진 시신 발견
2009년 1월 13일 경기도 수원시 인근 호매실 야산에서 동원 훈련 중이던 예비군이 땅속에 묻혀 있던 한 시신을 발견하여 경찰에 신고하였다. 발굴된 시신은 국립과학수사연구소로 보내져 부검한 결과 8세에서 10세 사이의 여자 아이로 판명되었다. 실종된 아이일지도 모른다는 생각에 DNA 분석을 요청하였고 실종된 이혜진의 것과 동일한 것으로 밝혀졌다. “수원 암매장 여아는 안양 실종 초등생(종합3보)”. 연합뉴스. 2009년 1월 17일.
경찰은 이혜진의 집에서 130여 미터 떨어진 곳에 혼자 살고 있는 정성현이 두 아이가 실종된 당일에 렌터카 회사에서(현대자동차 2004년형 뉴 EF 쏘나타) 차량을 빌린 후 다음 날 반납했다는 것을 사실을 알아내었다. 이어 해당 차량의 트렁크에서 혈흔이 발견되어 국립과학수사연구소에 의뢰한 결과 해당 혈흔이 두 아이의 DNA와 일치한다는 통보를 받았다.

### 피의자 체포
안양 초등생 납치 살해 사건의 피의자 정성현은 2009년 1월 18일 21시 25분경 충청남도 보령시에 살고 있는 어머니의 집에서 체포되어 안양경찰서로 압송되었다. 정성현은 처음에 혐의를 완강히 부인하다, 두 아이를 교통사고로 숨지게 한 후 당황하여 시신을 유기하였다고 말을 바꾸었다. 그러나 교통사고 흔적이 발견되지 않음을 경찰이 추궁하자 결국 두 아이를 납치해 살해했다고 자백하였다. “안양 초등생 유괴.살인 유력 용의자 검거(3보)”. 연합뉴스. 2009년 1월 18일. 디지털뉴스부 (2009년 1월 19일). “안양 어린이 실종사건, 실종과 용의자 자백까지의 비극···”. 한국경제신문. |보존url=은 |보존날짜=를 필요로 함 (도움말)에 원본 문서에서 보존된 문서. 2009년 1월 19일에 확인함.

### 우예슬 시신 일부 발견
2009년 1월 20일 피의자 정성현이 사체를 유기했다고 지목한 경기도 시흥시 군자천을 수색하던 한 육군첩보부대 장병이 19시 09분 경 제2간선 수로(군자천 제7교에서 제8교 사이)에서 우예슬의 것으로 추정되는 토막난 오른쪽 팔을 찾아내었다. 이어서 20시 45분경 군자천 제6교 부근에서 왼쪽 팔과 오른쪽 다리가 추가로 발견되었다. 2009년 1월 21일 국립과학수사연구소는 발견된 사체가 우예슬이 맞다고 발표하였다. “용의자 정씨 "계획적인 범행 절대 아니다"”. 오마이뉴스. 2009년 1월 21일. 임종주 (2009년 1월 21일). “국과수, 시신 우예슬 양으로 확인(1보) ···”. YTN.

## 피의자 정성현
피의자 정성현은 유년기 시절에 아버지는 술만 마시면 폭력에 학대를 일삼았으며, 초등학교, 중학교 재학 당시에는 동급생들로부터 잦은 따돌림과 괴롭힘에 시달리는 바람에, 결국 고등학교에서도 지각과 결석이 잦았다(우리나라 현행 교육법에 의거, 초등학교하고 중학교는 의무교육 대상이기 때문에 어쩔 수 없이 다녀야 함).
청년기에 접어들면서 사귀었던 여성들에게 모두 일방적으로 실연을 당하면서 여성에 대한 배신감에 적개심, 혐오증을 갖게 되었고 이로 인해 범행을 계획하게 되었다고 자술했다.
안양시의 한 자취방에서 은둔하며 지내다가 두 초등학생에게 접근하여 안양 시내를 구경시켜준다며 유인, 성폭행을 하고 살해 후 인근 수원 호매실 야산에 암매장하였다.
안양 초등생과 군포 부녀자 정덕순(44세) 등 총 3명을 토막 살해한 범인 정성현에게 2010년 7월 19일 수원지방법원은 사형을 선고하였다. 정성현은 이 날 판결에 불복해 고등법원에 항소하였으나, 2010년 12월 17일 서울고법도 정성현에게 사형을 선고하였다. 정성현은 역시 이 날 판결에 불복해 대법원에 상고하였으나, 이듬해 2011년 12월 29일 대법원은 상고를 기각하고 사형을 선고한 원심을 확정하였으나 현재 진행이 보류된 상태다.

## 연쇄 살인 의혹
이혜진의 시신이 발견된 지역에서는 비슷한 형태의 여성 실종 사건이 다섯 건 이후 이 사건의 용의자는 군포 여대생 납치 살해 사건의 용의자인 강호순으로 밝혀졌다. 이나 있어 동일범의 소행일지도 모른다는 추측이 제기되었다, 이충형, 홍혜진, 임주리 (2009년 1월 17일). “‘수원 암매장’ 현장 인근서 최근 1년 새 여성 실종 5건”. 중앙일보. 2009년 1월 21일 이혜진의 시신이 발견된 곳에서 3킬로미터 떨어진 의왕시 왕송저수지에서 열 손가락의 지문을 흉기로 도려낸 30대 전후의 여성 변사체가 목이 졸리고 양손이 묶인 채 발견되면서 의혹이 더욱 증폭되었다. 노용택 (2009년 1월 21일). “정씨 경기남부 부녀자 연쇄 실종사건과 연관있나?”. 쿠키뉴스. 그러나 조사 결과 연루 가능성은 없는 것으로 드러났다. 강준구 (2009년 1월 22일). “의왕 저수지 발견 여성 시체 신원 확인…정씨 범행 아닌 듯”. 쿠키뉴스.
또한 인터넷에서는 정성현이 미해결 사건인 화성 연쇄 살인 사건의 범인이라는 추측성 글이 나돌았다.박정양 기자 (2009년 1월 21일). “"안양 초등생 살해용의자 = 화성연쇄살인범?"”. 데일리안. 첫째, 1989년 용의자로 지목됐다 무혐의로 풀려난 정 모(1968년생)와 정성현의 성이 동일하고, 둘째, 당시 정 모의 나이가 19세로 정성현의 나이와 비슷하며, 셋째, 둘 다 절도죄를 저지른 적이 있으며, 넷째, 정성현이 2003년부터 안양에 거주했기 때문에 화성과 수원 근처에 있었을 가능성이 있다는 것이 근거로 제시되었다. 그러나 판이하게 다른 범행 수법으로 미루어 보아 정성현과 정 모가 동일인일 가능성은 극히 희박하다고 전문가들은 분석하였다. 박정양 기자 (2009년 1월 22일). “´정씨=화성 살해범´ 글쓴 사람은 전직 수사관?”. 데일리안. 이후 2020년 11월 17일, 화성 연쇄 살인 사건의 범인이 이춘재로 밝혀지면서 이 추측 역시 빗나갔다.

## 같이 보기
- 정성현
- 수원 토막 살인 사건
- 용산 초등학생 살해 사건